# Tealing
Tealing est un hameau situé dans le council area de l'Angus, en Écosse.

## Localisation
Niché au pied des Sidlaw Hills, une chaîne de collines d'origine volcanique, Tealing se trouve à seulement 9,7 kilomètres au nord de la ville de Dundee et à 13 kilomètres au sud de Forfar. Avec une population d'un peu plus de 500 habitants, répartie sur une superficie de 39 kilomètres2, le hameau compte plusieurs grandes exploitations agricoles et de nombreuses maisons familiales.